# Unchained (EP)
Albums de Red Mourning
Under Punishement's Tree
(2018) Flowers & Feathers
(2022)
Unchained est le premier EP du groupe de metal français Red Mourning sorti en 2019. Il est composé de cinq titres apparaissant sur leurs albums précédents arrangés à la guitare acoustique. Il s'agit de la première apparition d'Alexandre Bourret à la guitare.

## Liste des titres
| No | Titre                  | Apparition originale       | Durée |
| -- | ---------------------- | -------------------------- | ----- |
| 1. | White Line             | Where Stone and Water Meet | 03:28 |
| 2. | One Step Away          | Pregnant with Promise      | 03:51 |
| 3. | Calls of Pan           | Under Punishment's Tree    | 04:04 |
| 4. | A Whole Different Life | Under Punishment's Tree    | 04:04 |
| 5. | Blue Drums             | Under Punishment's Tree    | 02:27 |

## Personnel
- Sébastien Meyzie : basse
- Aurélien Renoncourt : guitare, percussions
- J.C. Hoog : chant, harmonica
- Alexandre Bourret : guitare